# Stanisław Łapka
Stanisław Łapka (ur. 15 sierpnia 1915 r. w Borzymy, zm. 19 sierpnia 1978 r. w Ipswich) – podpułkownik dyplomowany pilot Wojska Polskiego, uczestnik bitwy o Anglię, dowódca dywizjonu 302 i 306, kawaler Virtuti Militari.

## Życiorys
Był synem Jana i Marianny. W Świeciu ukończył w 1935 roku gimnazjum, następnie rozpoczął naukę w Szkole Podchorążych Lotnictwa. Naukę ukończył z 46. lokatą w 1938 r. i w październiku został przydzielony do 131. eskadry myśliwskiej. Ukończył kurs wyższego pilotażu i w marcu 1939 r. został odkomenderowany do Szkoły Podoficerów Lotnictwa dla Małoletnich w Krośnie, gdzie został dowódcą plutonu i instruktorem pilotażu. 
Po zakończeniu wojny obronnej został ewakuowany przez Rumunię do Francji. Znalazł się w jednej z pierwszych grup polskich lotników przetransportowanych do Wielkiej Brytanii, gdzie zgłosił się do służby w Polskich Siłach Powietrznych. Otrzymał numer służbowy RAF 76702, od stycznia odbywał szkolenie w bazie Eastchurch. W kwietniu został skierowany do 15 Elementary Flying Training School w Carlisle. Od 23 maja szkolił się w 18 Operational Training Unit, 23 czerwca został skierowany na szkolenie na sprzęcie angielskim do 6 OTU. 13 lipca 1940 r. został przydzielony do nowo tworzonego dywizjonu 302. W sierpniu został skierowany do 5 OTU w Sutton Bridge na przeszkolenie w pilotażu myśliwców Hurricane obejmujące trzydzieści godzin lotu na tych maszynach. Z racji swej dobrej znajomości języka angielskiego od samego początku brał aktywny udział w tworzeniu jednostki, w składzie której wziął udział w bitwie o Anglię
15 września 1940 r. leciał jako dowódca klucza żółtego. Tego dnia uzyskał pewne zestrzelenie ½ niemieckiego bombowca Dornier Do 17 (zwycięstwem podzielił się z sierż. Antonim Siudakiem), sam musiał skakać na spadochronie z Hurricane Mk. I (nr V6569). Przy lądowaniu złamał nogę. Historia jego skoku ze spadochronem została opowiedziana w filmie „Battle of Britain”. Ze szpitala do jednostki powrócił 17 listopada. 10 grudnia poleciał na patrol w okolicy Shoresham, jego klucz atakował samotnego Junkersa Ju 88 jednak walka pozostała nierozstrzygnięta. Jego doświadczenie bojowe oraz znajomość języka angielskiego pozwoliła mu na wykonywanie obowiązków kontrolera na naziemnym stanowisku dowodzenia, m.in. 27 grudnia naprowadzał samoloty dywizjonu na bombowiec Heinkel He 111. Podczas bitwy o Anglię wykonał 10 lotów bojowych, podczas których dwukrotnie nawiązał walkę z nieprzyjacielem.
7 stycznia 1942 r. objął stanowisko dowódcy eskadry „B”, 21 czerwca został dowódcą eskadry „A”. 26 sierpnia został mianowany dowódcą dywizjonu 302. Podczas walki powietrznej 7 września zgłosił prawdopodobne zestrzelenie Focke-Wulfa Fw 190. Dowództwo nad dywizjonem 302 zdał 28 kwietnia 1943 r. i miesiąc później został oficerem łącznikowym przy 11 Grupie Myśliwskiej RAF. Służył też w 58 OTU jako instruktor. Pod koniec roku na krótko został przydzielony do dywizjonu 316.
Do latania bojowego powrócił 1 stycznia 1944 r., kiedy to objął dowództwo nad dywizjonem 306. Wziął udział w osłonie lądowania w Normandii, 7 czerwca zestrzelił Messerschmitta Bf 109. Jego Mustang Mk. III (nr ser. FZ156, znaki UM-M) został również trafiony i Łapka lądował na terenie zajętym przez wojska niemieckie. Udało mu się uniknąć schwytania i powrócił do jednostki 26 sierpnia. Został skierowany do Dowództwa Lotnictwa Myśliwskiego RAF, gdzie pełnił funkcję oficera taktycznego. 17 września 1945 r. został skierowany na kurs w Wyższej Szkole Lotniczej, po jego ukończeniu pełnił w WSL funkcje administracyjne. W kwietniu 1946 r. otrzymał przydział do dowództwa 3. Polskiego Skrzydła Myśliwskiego.
Po demobilizacji zdecydował się na pozostanie na emigracji. Osiedlił się w Wielkiej Brytanii, pracował w RAF. Zmarł w Ipswich 19 sierpnia 1976 r., został pochowany na Ipswich Lawn Cemetery.

## Ordery i odznaczenia
Za swą służbę otrzymał odznaczenia:
- Krzyż Srebrny Virtuti Militari nr 8358,
- Krzyż Walecznych – trzykrotnie,
- Srebrny Krzyż Zasługi z Mieczami,
- Medal Lotniczy – trzykrotnie,
- Polowa Odznaka Pilota.